# بيتكوفتسي
بيتكوفتسي (بالبلغارية: Петковци)‏ قرية تقع إدارياً ضمن بلدية دريانوفو ‏ في بلغاريا. ويبلغ عدد سكانها 2 نسمة حسب تعداد 15 مارس 2015. تعتمد بيتكوفتسي للبريد على الرمز البريدي 5370.